# Desmopachria cenchramis
Desmopachria cenchramis är en skalbaggsart som beskrevs av Young 1981. Desmopachria cenchramis ingår i släktet Desmopachria och familjen dykare. Inga underarter finns listade i Catalogue of Life.